# Bərdə mauzóleum
Bərdə mauzóleum (azeriül: Bərdə türbəsi, "Allah-Allah" türbəsi) vagy türbe, egy 14. századi síremlék, Bərdəi járás központjában, Azerbajdzsánban. A toronymauzóleumon fennmaradt feliratok alapján tervezője és építésze Amali Ahmad bin Ayyub al-Hafiz Albannayi an-Nakhchivani, azaz Hafiz Ayyub fia, Ahmed építész Nahicsevánból. Feltételezések szerint az Ilhanída-dinasztia egyik tagjának tiszteletére építették.

## Az épület leírása
A Bərdə mauzóleum 10 méter átmérőjű, 14 méter magas henger alakú sírtorony. Külső felületét Allah neve borítja – a vízszintesen rakott vörös téglák és a függőlegesen elhelyezett kékeszöld mázas téglák szőtteshez hasonlító láncmintázatában, 45 fokos szögben elforgatva, több mint 200 alkalommal megismétlődik a szó. A torony felső részét széles, négy övből álló mázas kerámia fríz díszíti, majd a gazdagon tagolt és díszített sztalaktit (cseppkő vagy mukarnasz) párkányzatot kúp alakú kupola fedi. A fríz központi sávján a Korán második, Al-Baqarah szúra egyik verse látható. Az egy méter széles sávban körbefutó tejfehér betűk türkiz növényi motívumokkal keverednek.
A mauzóleumnak a meridián mentén – az északi és déli oldalon – két, szépen díszített bejárata van. Különösen az északi portál ragadja meg a látogatót impozáns méretével, különleges fény-árnyék hatásaival. Az iszlám építészetre jellemző mukarnasz díszítéssel gazdagított boltíves kapumélyedést geometrikus és virágmintázatú kerámiamozaik színesíti. A mauzóleum déli bejáratának felirata őrizte az építkezés dátumát:„Savvál (a Hold alapú iszlám naptár tizedik hónapja) második és huszonhét és hétszáz év”, azaz 1322 vagy 722 AH. A tervező neve az északi bejárat felett volt olvasható: Ahmed bin al-Hafiz Ayyub Nahcsivani.

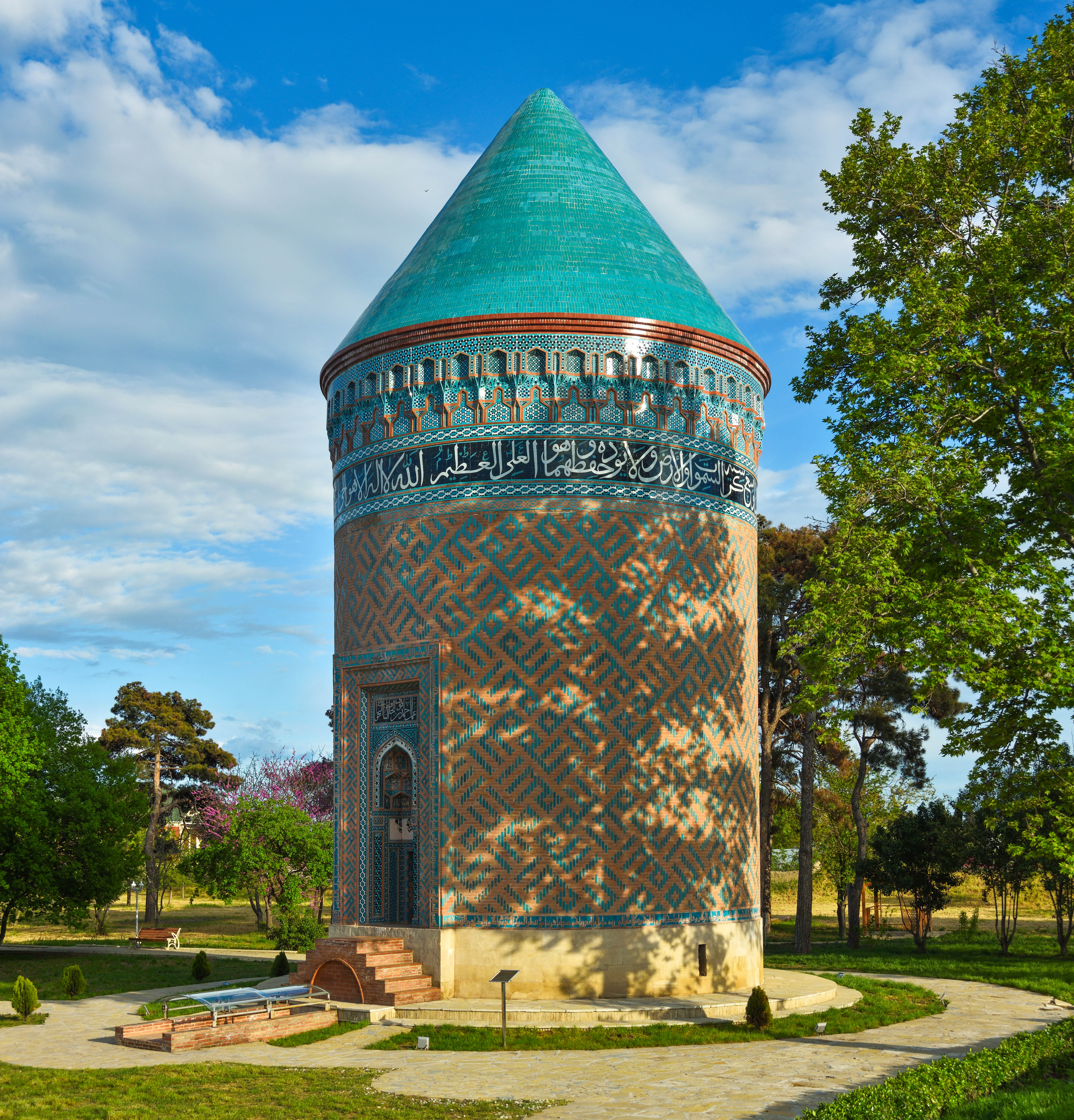
A Bərdə mauzóleum rekonstrukció után
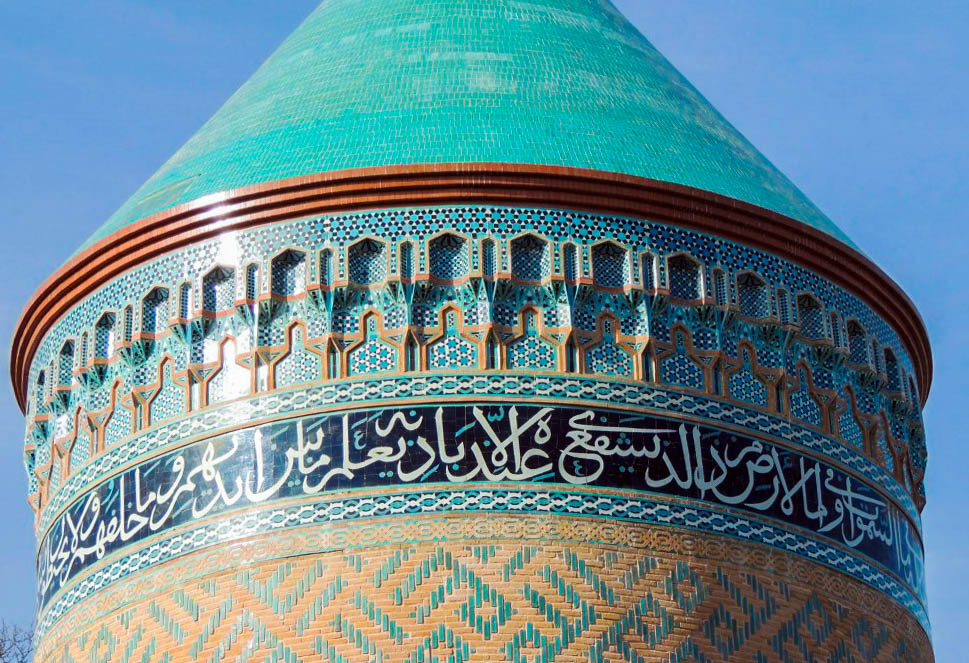
A díszes fríz
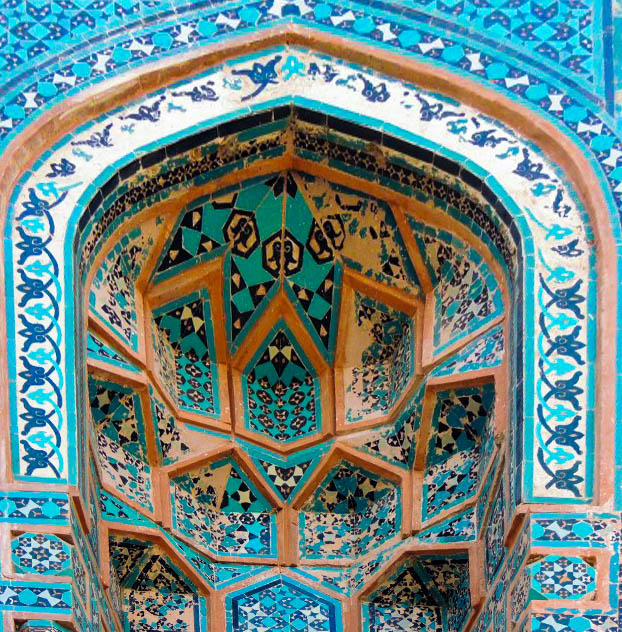
Az északi portál díszei
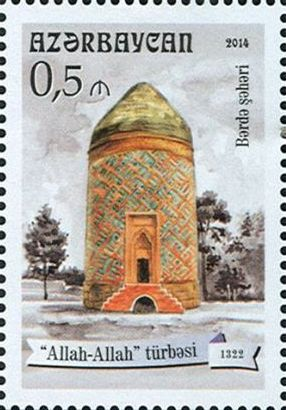
Azeri bélyeg

A mauzóleum belső tere két részből áll – egy földalatti sírkamrából és egy dekagonális, azaz szabályos tízszög alaprajzú belső cellából. A torony, akár egy finoman szövött sátor emelkedik a padlószint alatt található sír fölé, követve a muszlim sírépítészet egyik alaptípusát. A zárt terű, félgömb kupolával fedett alsó kamra fölé emelt poligonális alaprajzú felső tér, azt a sátrat szimbolizálja, ahol a látogatók tiszteletüket tehetik az elhunytra emlékezve. A torony pedig egy „mennyországba vezető létraként” – a mennyország szimbolikus megjelenítéseként – értelmezhető. Hasonló tornyokat találunk mind a szeldzsuk, majd oszmán területeken, mind pedig a belső-ázsiai timurida (15. század eleji) mauzóleumépítészetben.
A tölcséres kupolával fedett Bərdə mauzóleum belső falai dísztelenek. Az egyszerű vakolt falat tíz, dupla osztású, lándzsás ívvel záruló sekély fülke tagolja, ami hengeres gyűrűben zárul, fölötte három sor sztalaktitboltozat szűkíti a mennyezetet. A padló közepén egy kör alakú nyílás ad betekintést a sírkamrába, és a középen álló márványkoporsóra.
A föld alatti boltozatos sírkamra három fő építészeti szerkezetből áll: az egyenlő szárú kereszt formájú kövezett talapzatból, a boltozatos kamrából és a négy pilléren álló félköríves kupolából, amit számos iráni legenda paradicsomi szimbólumként említ. A korábban beomlott kupolát újjáépítették, a sír belső falain türkiz, kék, és fehér kerámiadíszítések láthatóak. A sírnak egy bejárata van észak felől.

## Rekonstrukció

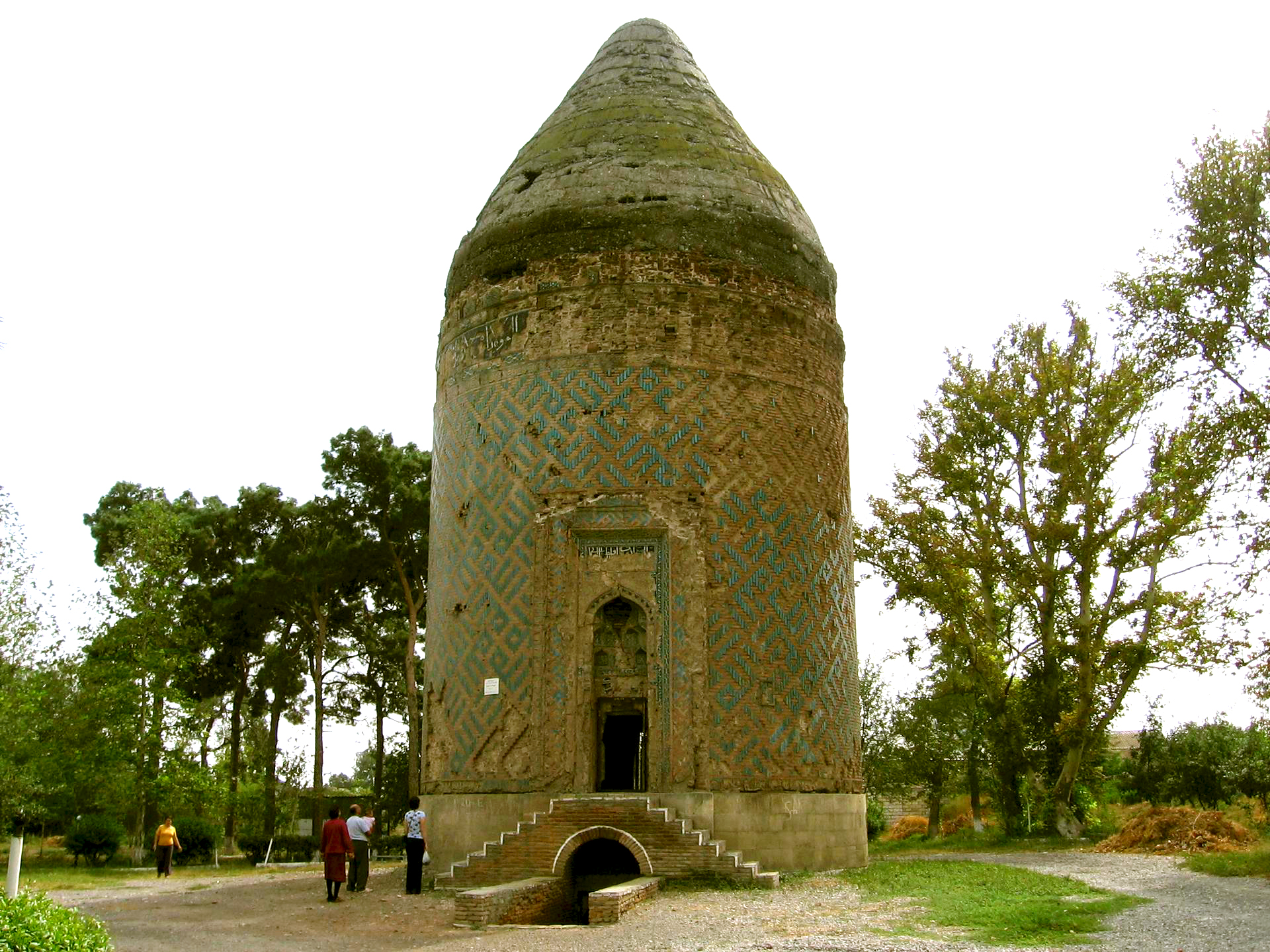
A mauzóleum 2008-ban

A mauzóleum első helyreállítási munkálatai az 1960-as években folytak, ám gondatlanságból változtattak a mauzóleum eredeti megjelenésén - az arab nyelvű feliratokat törölték, az eredeti téglakupolát pedig betonnal helyettesítették, ami repedéseket okozott az épületen. Az ismételt rekonstrukció 2012. és 2018. között folyt. A betontetőt teljesen lebontották és az eredeti állapot szerint téglával burkolták. Körülbelül 427 m²-es felületen restaurálták és pótolták a díszes kerámiaelemeket. A sír falainak feliratait a 14. századi kufi ábécé betűivel rekonstruálták, valamint a fal repedéseit a téglák és csempék közötti habarcs-illesztések megtisztítása után speciális iszapkeverékkel töltötték fel. Ezzel a falon található repedések teljesen helyreálltak. A lépcsőket és a sírkamra bejáratát üvegburkolattal borították. A helyreállítási munkákat az azerbajdzsáni Kulturális Örökségvédelmi, Fejlesztési és Rehabilitációs Szolgálat végezte. A Bərdə mauzóleum megnyitójára 2018. március 25-én került sor.

## Története
Bərdə fontos város volt a 10. században, majd később az Ilhanida uralkodók kedvelt üdülőhelyévé vált.
Eredetileg két torony alakú síremlék épült itt a 14. században, de csak egy maradt fenn, amelyet a helyiek Ahmad Zocheybana mauzóleumának is neveznek. Az épület két portálja fölött arab feliratok jelezték, hogy a sírt 1323-ban (722 AH) emelték, építője pedig Ahmad bin Ayyub al-Hafiz, Nahicsevánból.
Különleges stílusának köszönhetően a mauzóleum a Dél-Kaukázus orosz inváziója után felkeltette a kutatók figyelmét, így a híres orientalista B. A. Dorn 1861-ben, kaukázusi utazása során tanulmányozta. Feljegyezte, hogy a főhomlokzaton kufikus feliratok láthatóak, valamint a mauzóleum bejáratánál normál kézírású arab feliratok. Rajzot is készített az emlékműről és díszítőelemeiről, kifejezetten az utókornak ajánlva azzal a megjegyzéssel, hogy „a tudatlan lakosok széthordják az épület tégláit”. A mauzóleum feliratai rendkívül értékesek, mert megerősítik, hogy a 14. században Nahicseván építészeit más városokba is meghívták a fontos épületek tervezéséhez és építéséhez.